# 黑背鼻魚
黑背鼻魚，又稱頰吻鼻魚、頰紋雙板盾尾魚，俗名天狗倒吊、剝皮仔、打鐵婆，為輻鰭魚綱鱸形目刺尾魚亞目刺尾魚科的其中一個種。於1801年首次被德國博物學家Johann Reinhold Forster 正式描述為Acanthurus lituratus，但沒有說明模式產地，但被認為是法屬玻里尼西亞社會群島的大溪地島。

## 分布
本魚分布於太平洋海域，包括日本、台灣、中國沿海、菲律賓、印尼、新幾內亞、新喀里多尼亞、澳洲、新幾內亞、馬里亞納群島、馬紹爾群島、索羅門群島、斐濟群島、萬那杜、夏威夷群島、法屬玻里尼西亞、諾魯、吉里巴斯、美屬薩摩亞、吐瓦魯等海域。

## 深度
水深0至90公尺。

## 特徵
本魚體呈卵圓形而側扁，且不隨年齡而改變；魚體最高處在鰓蓋末端，成魚體色由灰綠到墨綠色皆有。口小，端位，上下頜各具一列齒，齒稍側扁略圓，兩側或有鋸狀齒。尾柄兩側各有2個橘色斑點，分別落在尾柄棘上。成魚斑點較大，而幼魚較小。另成魚眼到口角處有一顯著的橘黃色弧線且吻與此線同色。尾鰭末端略凹入，成魚的上下葉延長成絲狀。幼魚體呈淡橘色。背鰭硬棘6枚、背鰭軟條28至31枚、臀鰭硬棘2枚、臀鰭軟條29至31枚。體長可達70公分。

## 生態
本魚棲息於珊瑚礁、石塊、碎石堆或向海坡面上，通常成對出現，以馬尾藻、稜藻等葉狀藻為食。

## 經濟利用
可做為食用魚類，小魚則適合於水族箱觀賞。可剝皮切片，再浸於流狀米糠內，然後冰凍一日，再食之。尾柄棘會傷人，須注意。

## 扩展阅读
維基物種上的相關：黑背鼻魚
1. ↑  McIlwain, J.; Choat, J.H.; Abesamis, R.;  et al. . The IUCN Red List of Threatened Species. 2012: e.T177950A1500256  [18 November 2021]. doi:10.2305/IUCN.UK.2012.RLTS.T177950A1500256.en .
2. ↑  中国科学院动物研究所. . 中国动物物种编目数据库. 中国科学院微生物研究所.   [2009-04-16]. （原始内容存档于2016-03-05）.